# Maisnil-lès-Ruitz
 Maisnil-lès-Ruitz  es una población y comuna francesa, situada en la región de Norte-Paso de Calais, departamento de Paso de Calais, en el distrito de Béthune y cantón de Houdain.
El arboreto de Olhain se encuentra entre Maisnil-les-Ruitz y Fresnicourt-le-Dolmen.

## Demografía
| 1284 | 1287 | 1205 | 1192 | 1235 | 1215 |
| Para los censos de 1962 a 1999 la población legal corresponde a la población sin duplicidades (Fuente: INSEE [Consultar]) |      |      |      |      |      |